# Linda Bresonik
Linda Bresonik (Essen, 7 dicembre 1983) è un'ex calciatrice tedesca, di ruolo centrocampista.

## Statistiche

### Presenze e reti nei club
| Stagione                   | Squadra                    | Campionato                 | Campionato | Campionato | Coppe nazionali | Coppe nazionali | Coppe nazionali | Coppe continentali | Coppe continentali | Coppe continentali | Altre coppe | Altre coppe | Altre coppe | Totale | Totale |
| Stagione                   | Squadra                    | Comp                       | Pres       | Reti       | Comp            | Pres            | Reti            | Comp               | Pres               | Reti               | Comp        | Pres        | Reti        | Pres   | Reti   |
| -------------------------- | -------------------------- | -------------------------- | ---------- | ---------- | --------------- | --------------- | --------------- | ------------------ | ------------------ | ------------------ | ----------- | ----------- | ----------- | ------ | ------ |
| 2005-2006                  | Bad Neuenahr               | BL                         | 5          | 2          | CG              | ?               | ?               | -                  | -                  | -                  | -           | -           | -           | 5+     | 2+     |
| 2006-2007                  | SG Essen-Schönebeck        | BL                         | 20         | 14         | CG              | ?               | ?               | -                  | -                  | -                  | -           | -           | -           | 20+    | 14+    |
| 2007-2008                  | SG Essen-Schönebeck        | BL                         | 19         | 6          | CG              | ?               | ?               | -                  | -                  | -                  | -           | -           | -           | 19+    | 6+     |
| Totale SG Essen-Schönebeck | Totale SG Essen-Schönebeck | Totale SG Essen-Schönebeck | 39         | 20         | -               | ?               | ?               | -                  | -                  | -                  | -           | -           | -           | 39+    | 20+    |
| 2008-2009                  | 2001 Duisburg              | BL                         | 20         | 8          | CG              | 4               | 2               | UWC                | 5                  | 3                  | -           | -           | -           | 29     | 13     |
| 2009-2010                  | 2001 Duisburg              | BL                         | 18         | 3          | CG              | 5               | 2               | UWCL               | 7                  | 0                  | -           | -           | -           | 30     | 5      |
| 2010-2011                  | 2001 Duisburg              | BL                         | 13         | 1          | CG              | 2               | 0               | UWCL               | 4                  | 0                  | -           | -           | -           | 19     | 1      |
| 2011-2012                  | 2001 Duisburg              | BL                         | 18         | 5          | CG              | 3               | 1               | -                  | -                  | -                  | -           | -           | -           | 25     | 0      |
| Totale 2001 Duisburg       | Totale 2001 Duisburg       | Totale 2001 Duisburg       | 69         | 17         | -               | 14              | 5               | -                  | 16                 | 3                  | -           | -           | -           | 99     | 25     |
| 2012-2013                  | Paris Saint-Germain        | D1                         | 14         | 11         | CF              | 2               | 0               | -                  | -                  | -                  | -           | -           | -           | 16     | 11     |
| 2013-2014                  | Paris Saint-Germain        | D1                         | 15         | 8          | CF              | 3               | 2               | UWCL               | 1                  | 0                  | -           | -           | -           | 19     | 10     |
| 2014-2015                  | Paris Saint-Germain        | D1                         | 8          | 1          | CF              | 0               | 0               | UWCL               | 5                  | 0                  | -           | -           | -           | 13     | 1      |
| Totale PSG                 | Totale PSG                 | Totale PSG                 | 37         | 20         | -               | 5               | 2               | -                  | 6                  | 0                  | -           | -           | -           | 54     | 1      |
| 2015-2016                  | MSV Duisburg               | 2BL                        | 16         | 6          | CG              | 1               | 0               | -                  | -                  | -                  | -           | -           | -           | 17     | 6      |
| 2016-2017                  | MSV Duisburg               | BL                         | 12         | 1          | CG              | 1               | 2               | -                  | -                  | -                  | -           | -           | -           | 13     | 3      |
| Totale MSV Duisburg        | Totale MSV Duisburg        | Totale MSV Duisburg        | 28         | 7          | -               | 2               | 2               | -                  | -                  | -                  | -           | -           | -           | 30     | 9      |
| 2017-2018                  | Cloppenburg                | 2BL                        | 7          | 0          | CG              | 2               | 1               | -                  | -                  | -                  | -           | -           | -           | 9      | 1      |
| Totale carriera            | Totale carriera            | Totale carriera            | 185        | 66         | -               | 23+             | 10+             | -                  | 22                 | 3                  | -           | -           | -           | 230+   | 79+    |

## Palmarès

### Club

#### Competizioni nazionali
- Campionato tedesco di seconda divisione: 1

MSV Duisburg: 2015-2016
- Coppa di Germania: 2

2001 Duisburg: 2008-2009, 2009-2010

#### Competizioni internazionali
- UEFA Women's Cup: 1

2001 Duisburg:  2008-2009

### Nazionale

#### Olimpiadi
- Bronzo a Pechino 2008.

### Mondiali
- Oro a Stati Uniti 2003.
- Oro a Cina 2007.

### Europei
- Oro a Germania 2001.
- Oro a Finlandia 2009.